# Mesoleptus nitidulus
Mesoleptus nitidulus är en stekelart som först beskrevs av Forster 1876.  Mesoleptus nitidulus ingår i släktet Mesoleptus och familjen brokparasitsteklar. Inga underarter finns listade i Catalogue of Life.